# Zwenkvleugel

Zwenkveugel

Toepolev Tu-160, met boven een ingeklapte vleugel en onder een rechte vleugel

Onder zwenkvleugels verstaat men vleugels van een vliegtuig die gedurende de vlucht naar achteren verstelbaar zijn en vervolgens weer naar de oude stand teruggebracht kunnen worden. Door de verschillende vleugelstanden worden de vluchteigenschappen van het vliegtuig tijdens de vlucht geoptimaliseerd.

## Beschrijving
Een rechte vleugel ervaart een hoge weerstand wanneer hij de geluidssnelheid nadert, vanwege de progressieve opbouw van de schokgolf. Door de vleugel onder een hoek te zwenken, zowel naar achteren als naar voren, vermindert de algehele weerstand. Het vermindert echter ook de totale spanwijdte van een bepaalde vleugel, wat leidt tot een hoger brandstofverbruik en hoge start- en landingssnelheden.
Achteruit verstelde vleugels zijn bij uitstek geschikt voor hoge snelheden. Rechtuit gestelde vleugels zijn juist geschikt bij lage snelheden en op lage hoogte. Het geeft een vliegtuig meer draagvermogen en betere wendbaarheid.
Een vaste vleugel moet een compromis zijn tussen deze twee vereisten. Door de hoek van de vleugel tijdens de vlucht te variëren, kan deze worden geoptimaliseerd voor elke vluchtfase, waardoor een kleiner vliegtuig met hogere prestaties wordt geboden. Nadelen zijn dat met het zwenken van de vleugels het zwaartepunt van het vliegtuig veranderd dat gecompenseerd moet worden, het mechaniek om de vleugel te bewegen betekent extra gewicht en leidt ook tot extra kosten bij de bouw en onderhoud.
Zwenkvleugels zijn dus zeer geschikt voor toestellen die tijdens snelle hoge en langzame lage vluchten worden ingezet; dit soort vliegtuigen heeft voor 99% een militaire toepassing.
Om de actuele stand van de vleugels te kunnen bepalen door de piloot, bijvoorbeeld in de Panavia Tornado een 'Combined Indicator' geplaatst dat naast de stand van de 'flap', 'slat' en 'air brake' ook de stand van de zwenkvleugels laat zien. Waarbij cockpit-instrumenten generiek kunnen zijn, is dit kenmerkende instrument specifiek voor één type toestel.

## Ontwikkelingen

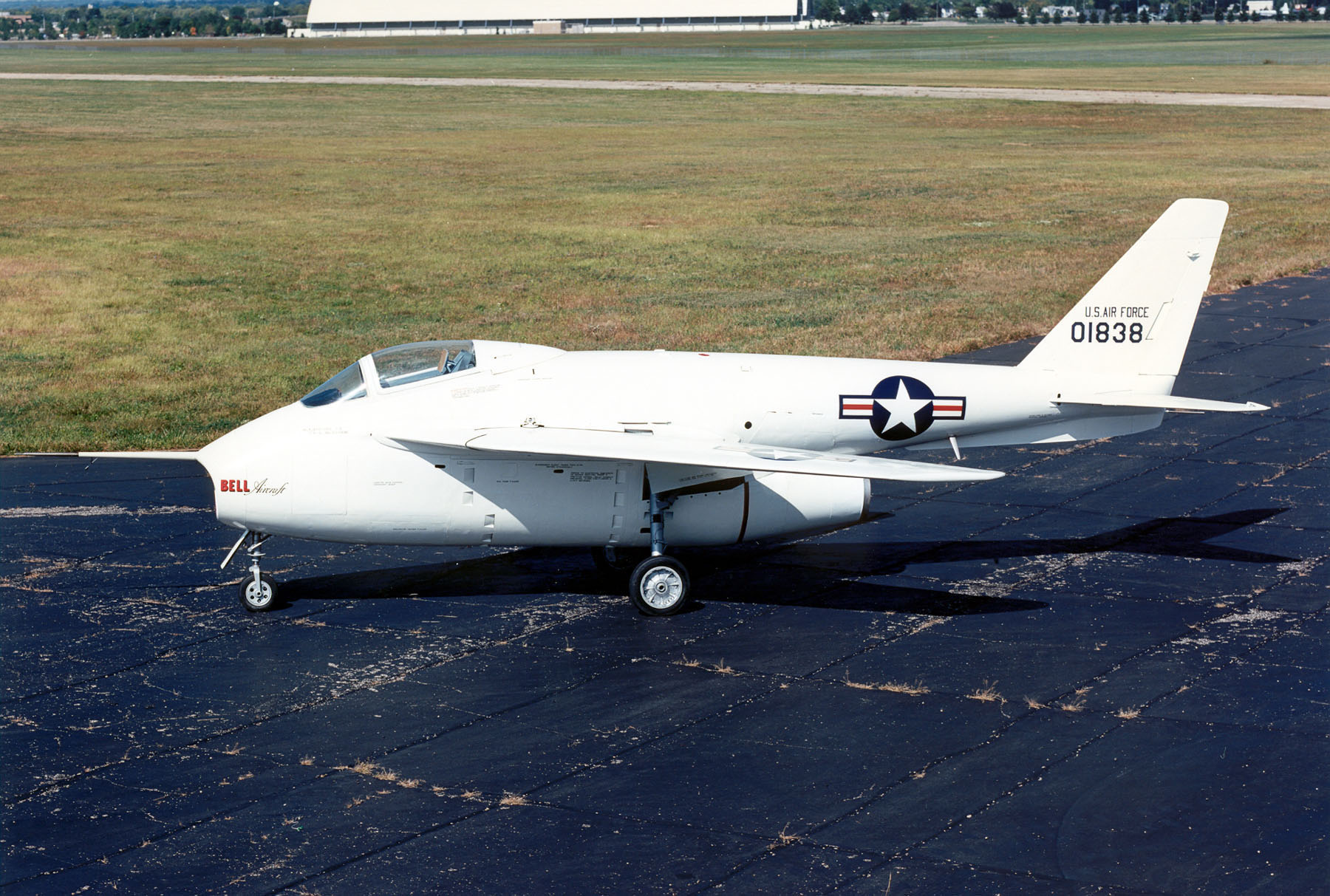
Bell X-5

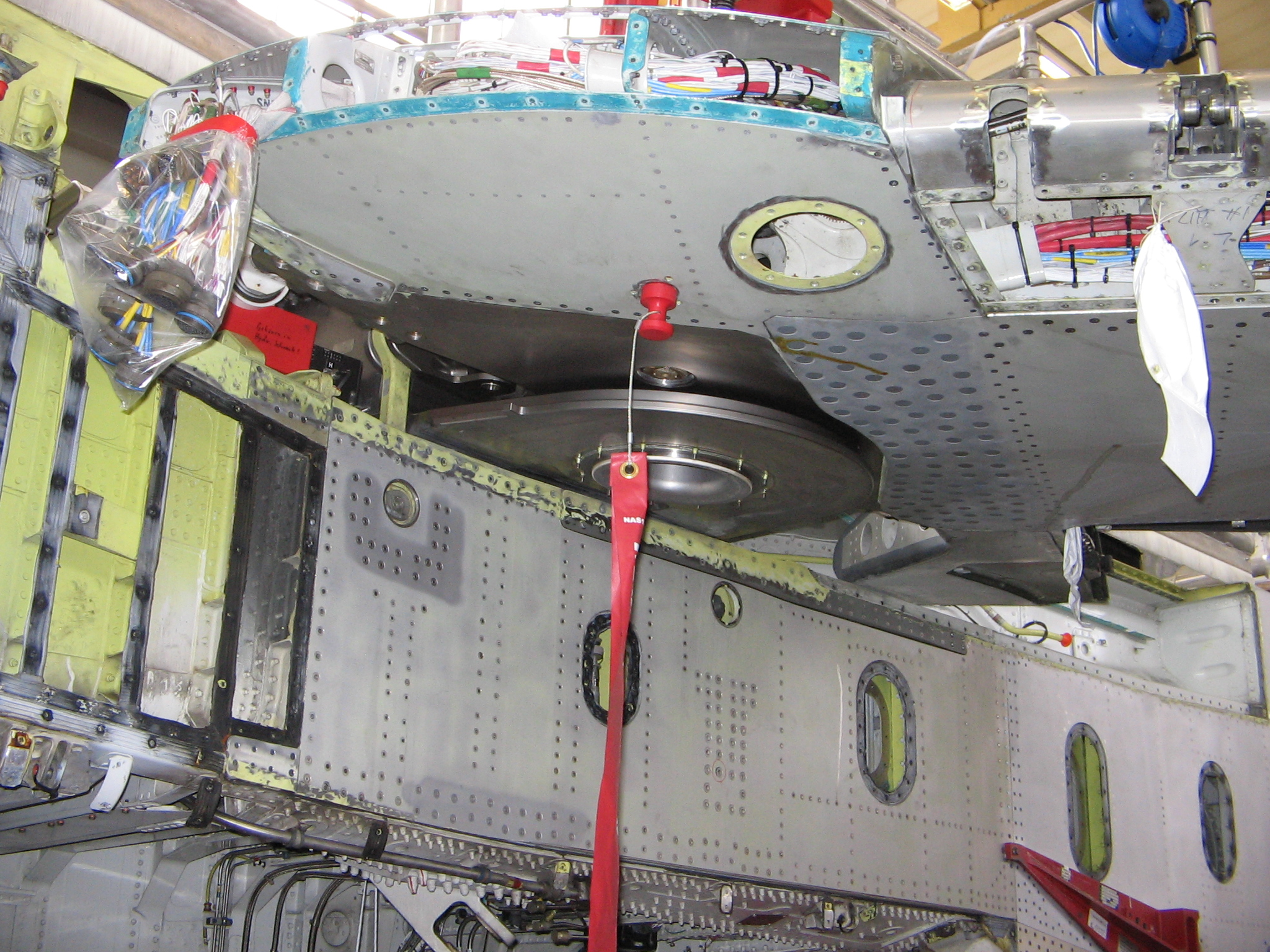
Draaipunt vleugels bij een Panavia Tornado

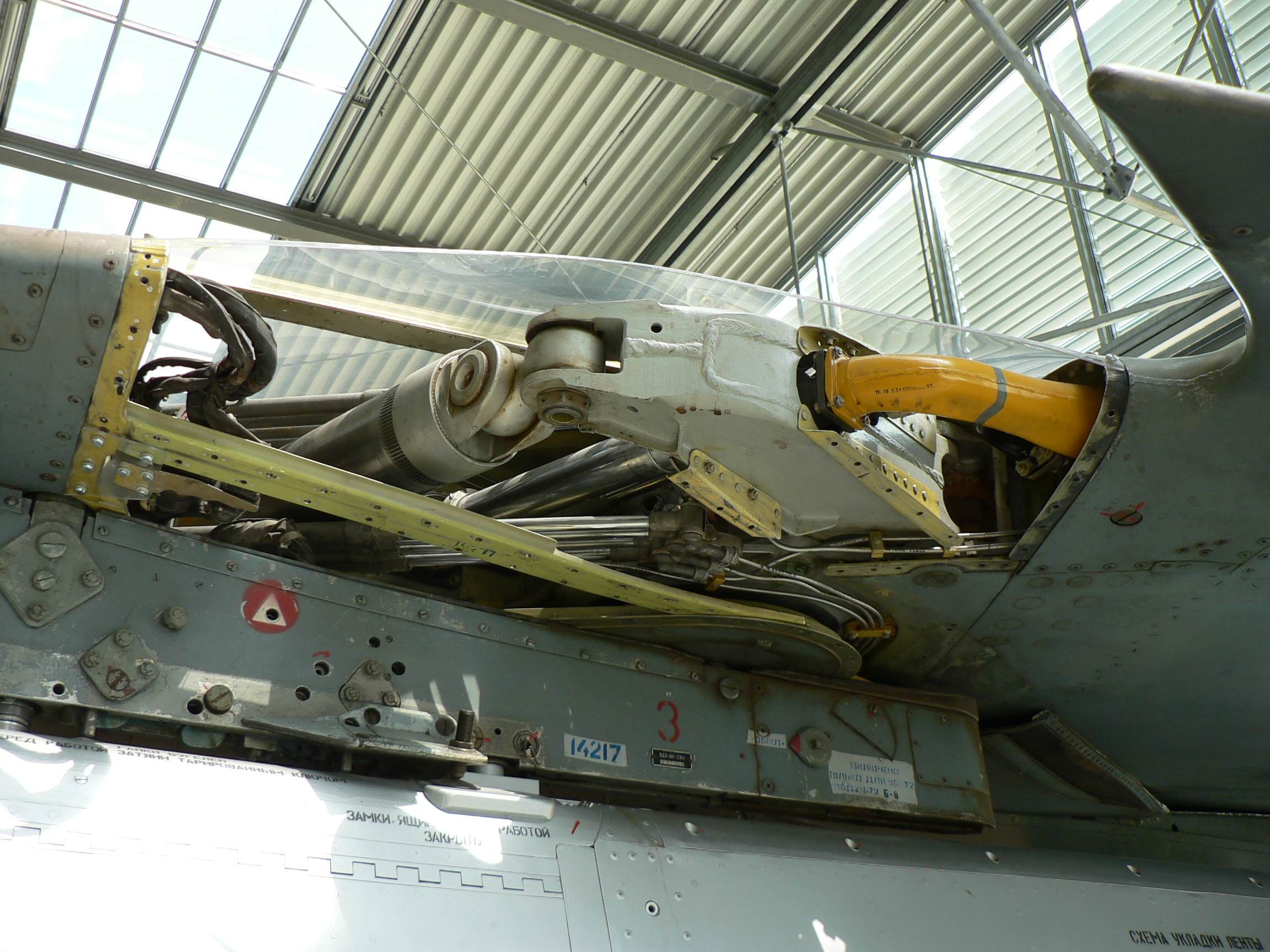
idem van een MiG-23

Het zwenkvleugelconcept op zich stamt al uit Tweede Wereldoorlog; de Duitse Luftwaffe experimenteerde hiermee op de Messerschmitt Me P.1101. Bij dit toestel werd de vleugel op de grond met de hand versteld.
Na de oorlog werd dit toestel door Amerikaanse strijdkrachten in beslag genomen en naar de Verenigde Staten verscheept waar het bij de firma Bell Aircraft werd bekeken. Deze firma bouwde in 1949 enkele toestellen na onder de naam Bell X-5 en verbeterde het systeem zodanig dat het tijdens de vlucht versteld kon worden. Het probleem deed zich echter voor dat met het verstellen van de vleugel de balans van het toestel ernstig werd verstoord en dit was toen nog niet te verhelpen.
Ook in het Verenigd Koninkrijk werd door de ontwerper Barnes Wallis aan het zwenkvleugelconcept gewerkt, maar dit kwam niet verder dan de tekentafels en werd nooit in de praktijk getoetst.
In 1952 werden zwenkvleugels aangebracht op een Grumman F-10F Jaguar. De XF10F, zoals dit toestel werd aangeduid, kreeg een negatieve bekendheid vanwege zijn slechte vliegeigenschappen en het concept verdween in de bureauladen.
In 1960 werd het concept er weer uitgehaald omdat de nieuwe vliegtuigen steeds zwaarder werden en de vleugelbelasting hierdoor sterk toenam. De USAF probeerde de swing wing configuratie voor het Tactical Fighter Experimental (TFX) programma. Later werd hieruit de General Dynamics F-111 ontwikkeld; het eerste productietoestel gebouwd op het zwenkvleugelconcept.
In de Sovjet-Unie werden op basis van het zwenkvleugelconcept de Soechoj Soe-7 en de Soechoj Soe-17 Fitter ontwikkeld; al snel gevolgd door de Toepolev Tu-22M Backfire. Daarna volgden nog de MiG-23 Flogger en de Soechoj Soe-24 Fencer tactische bommenwerper en de moderne Toepolev Tu-160 Blackjack.
Na het afblazen van de Britse BAC TSR-2 ontwikkeling werd een gecombineerd Brits Frans project gestart ter ontwikkeling van het veelzijdig inzetbare Multi Role Combat Aircraft (MRCA). Dit project leidde tot de ontwikkeling van de latere Panavia Tornado, een toestel zowel geschikt voor de rol van tactische bommenwerper (interdictor) als voor de rol van onderscheppingsvliegtuig (interceptor).
Speciaal voor de US Navy werd de Grumman F-14 Tomcat onderscheppingsjager ontwikkeld. Zwenkvleugels werden hierbij als ideaal gezien vanwege de hoge snelheden die bij een onderschepping nodig waren en de lage landingssnelheid op het vliegdek. Zeer prettige bijkomstigheden bleken de enorme wendbaarheid en vleugelbelastbaarheid van dit toestel. Het was bijvoorbeeld veel beter handelbaar dan de F-111, de Tornado, de MiG 23 of de Soechoj Soe-17.
Ook de Amerikaanse firma Rockwell ontwikkelde zwenkvleugels voor het Advanced Manned Strategic Bomber(AMSA) programma waaruit de latere B-1 Lancer ontstond.
Boeing probeerde het zwenkveugelconcept voor ontwikkeling van een supersonisch transportvliegtuig. Het werd hierbij echter duidelijk dat de mechanische constructie voor zo’n groot vliegtuig niet sterk genoeg was en daarom werd de verdere ontwikkeling gestaakt.

## Vliegtuigen met zwenkvleugels
Hoewel zwenkvleugels bewezen voordelen hebben (korte start/landing, vleugelbelasting en wendbaarheid) en hoewel vliegtuigen als de Panavia Tornado, de B-1 Lancer, enkele Australische F-111’s en de Grumman F-14 Tomcat ook nu nog steeds operationeel zijn, zorgden nieuwe ontwikkelingen op het gebied van elektronische vluchtcontrolesystemen er in de jaren ’80 en ’90 van de vorige eeuw al voor dat er sindsdien weinig nieuwe zwenkvleugeltoestellen meer werden ontwikkeld. De nieuwe Shenyang J-50 heeft zwenkvleugels om op te stijgen van een vliegdekschip.
Ontwikkelingen als "LEX" (Leading-edge extensions) zorgden ook voor grotere stabiliteit bij verschillende snelheden. Snelheden boven Mach 2 worden weinig gebruikt in de militaire luchtvaart, want dit verslijt de motoren snel en de lucht-luchtraketten zijn toch sneller. De MiG-41 met Mach 4,3 is uitzonderlijk.
Onderstaande vliegtuigtypen hebben zwenkvleugels:
- Bell X-5
- Boeing 2707
- Boeing X-53
- Panavia Tornado
- Dassault Mirage G
- F-111 Aardvark
- F-14 Tomcat
- Grumman XF10F Jaguar
- B1B Lancer
- Makhonine Mak-10
- Messerschmitt Me P.1101

- MiG 23 Flogger
- Mig 27 Flogger-D/J
- Shenyang J-50
- Soechoj S-22I
- Soechoj Soe-17
- Soechoj Soe-24 Fencer
- Soechoj T-4
- Toepolev Tu-22M Backfire
- Toepolev Tu-160 Blackjack
- Vickers Swallow

## Fotogalerij

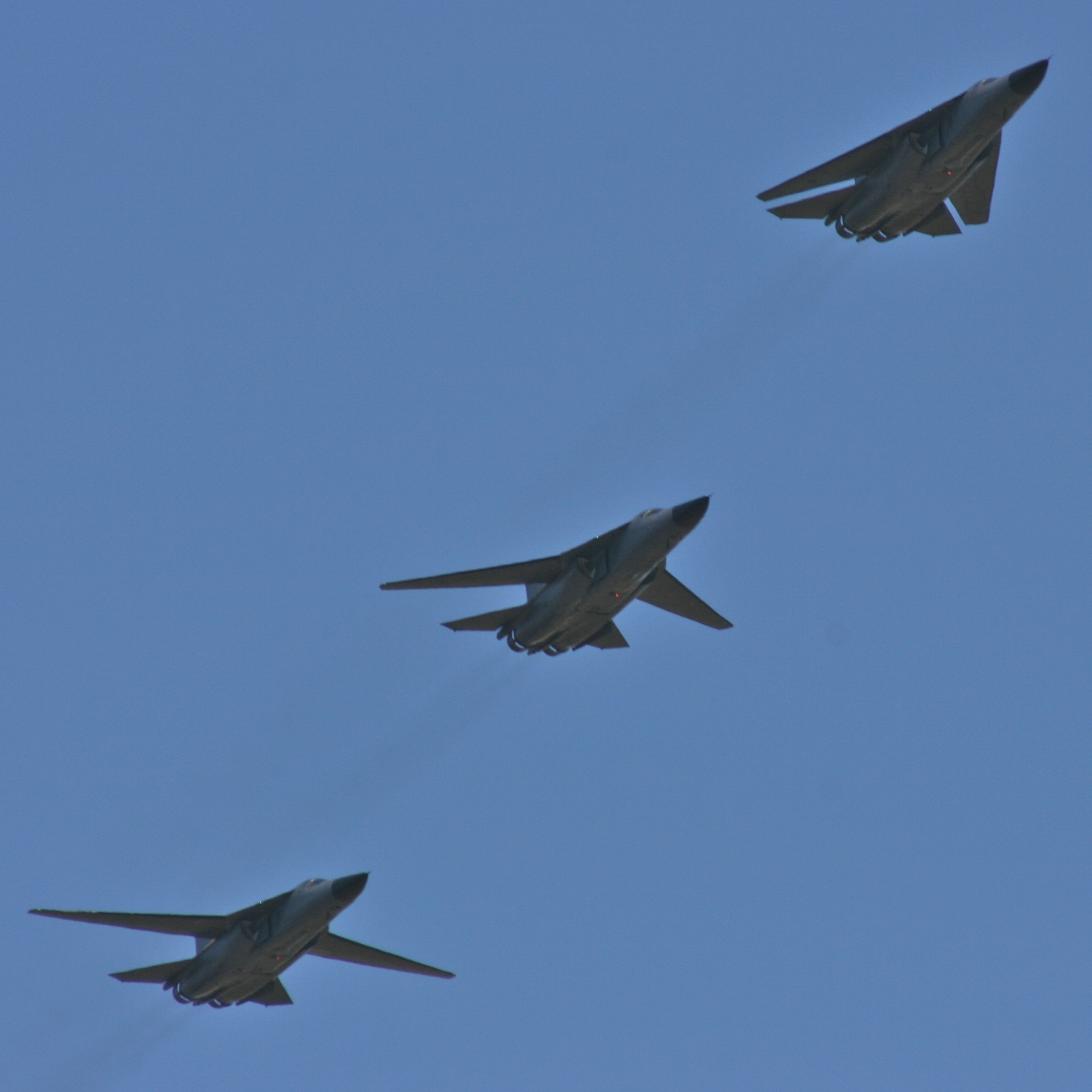
Drie F-111's met verschillende vleugelstanden
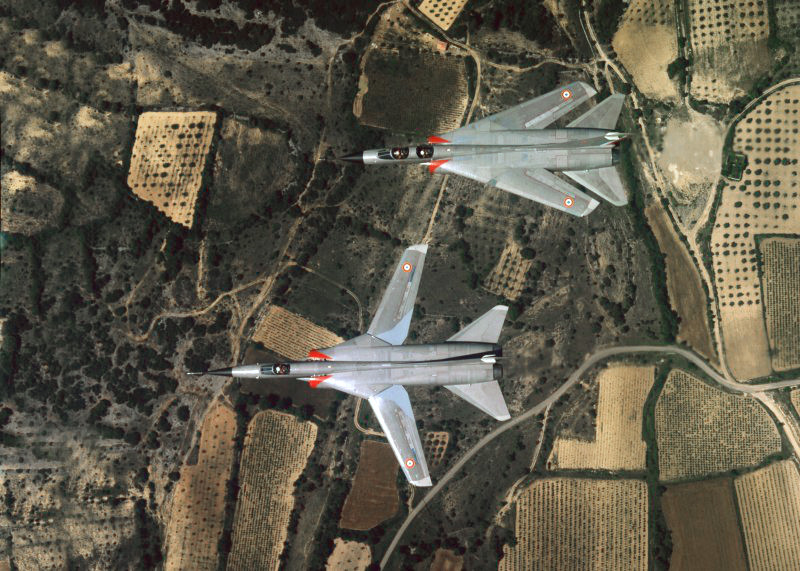
Dassault Mirage G
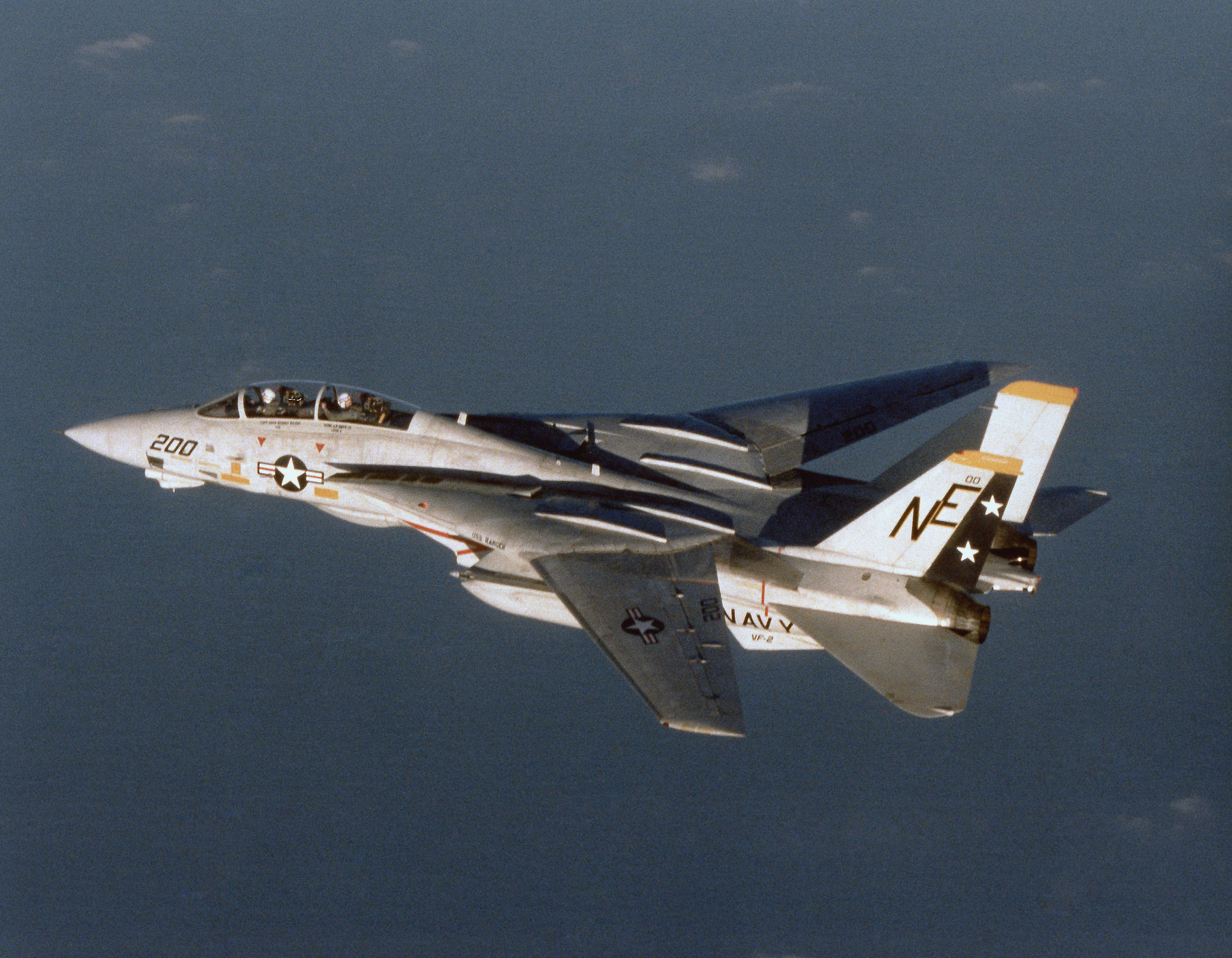
F-14 Tomcat met de zwenkvleugels in de pijlvorm
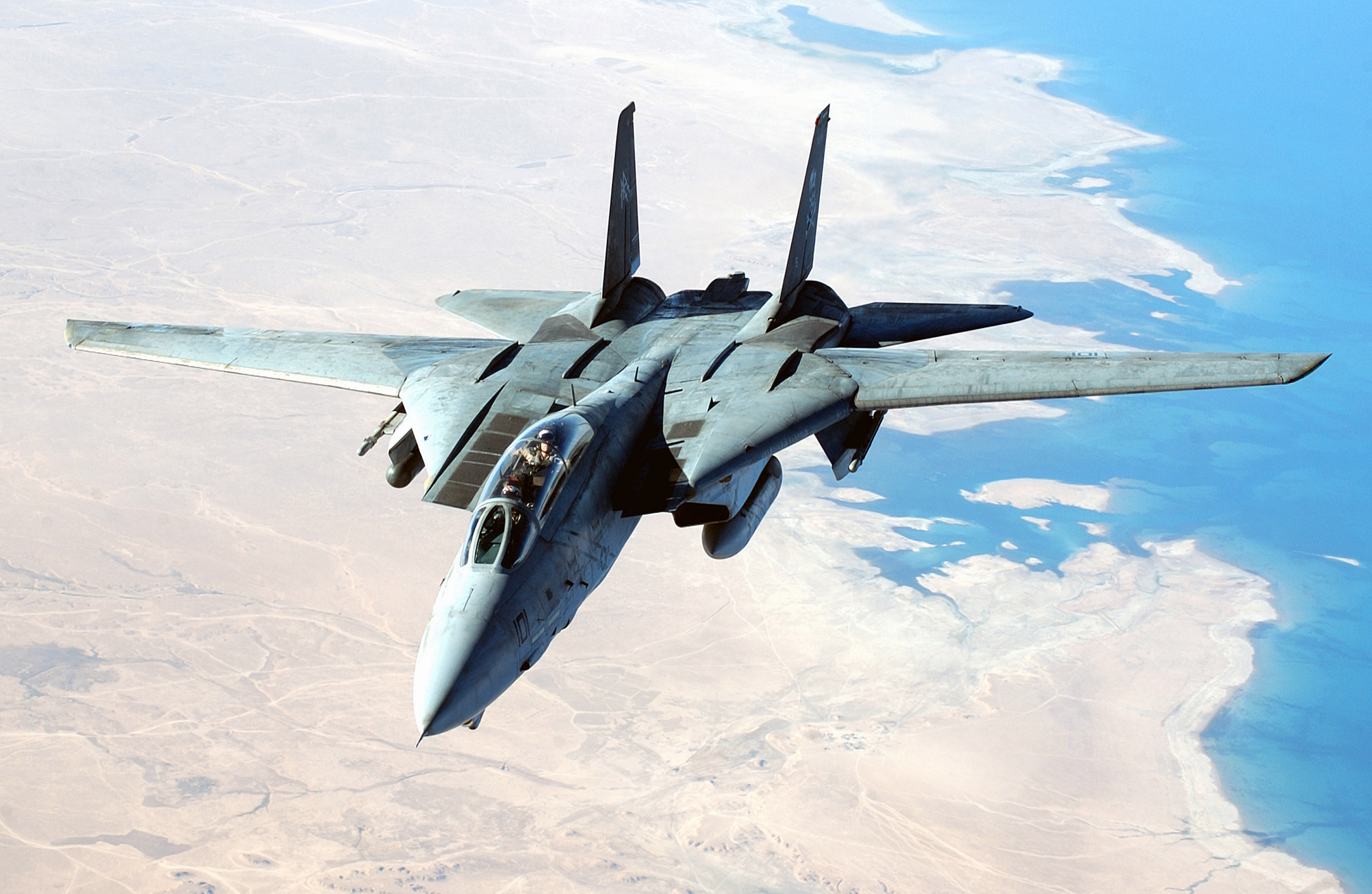
F-14 Tomcat met de zwenkvleugels uitgeklapt
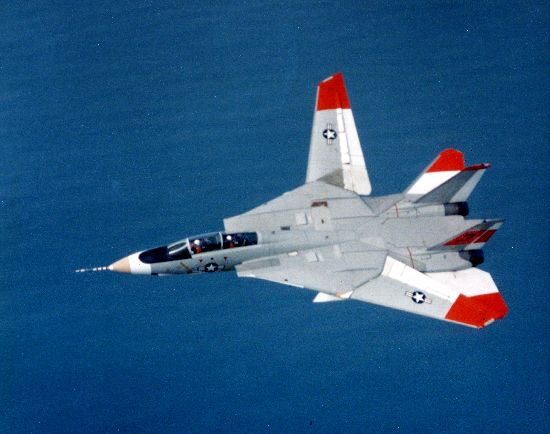
F-14 Tomcat met de vleugels in verschillende uiterste standen (in de praktijk wordt altijd gevlogen met de vleugels aan beide zijden in dezelfde stand)